# Galium meliodorum
Galium meliodorum är en måreväxtart som först beskrevs av Günther von Mannagetta und Lërchenau Beck, och fick sitt nu gällande namn av Karl Fritsch. Galium meliodorum ingår i släktet måror, och familjen måreväxter. Inga underarter finns listade i Catalogue of Life.